# マイルズ・ルイス＝スケリー
マイルズ・アンソニー・ルイス＝スケリー（Myles Anthony Lewis-Skelly, 2006年9月26日 - ）は、イングランドのロンドン・イズリントン区イズリントン出身のプロサッカー選手。プレミアリーグのアーセナルFC所属。ポジションはミッドフィールダーまたはディフェンダー。イングランド代表。

## 経歴
2015年に8歳でアーセナルFCのユースアカデミーに加入。
2022-23シーズンのFAユースカップでは、マンチェスター・シティFCとの準決勝でアディショナルタイムに決勝点を記録した。ウェストハム・ユナイテッドFCとの決勝では1-5で敗れ、準優勝となった。
2023年10月5日にアーセナルと最初のプロ契約を結んだ。
2024年7月25日、AFCボーンマスとの親善試合に先発出場してトップチームデビュー。9月22日のプレミアリーグ第5節・マンチェスター・シティFC戦のアディショナルタイムから途中出場しリーグ戦デビューを果たした。なお、出場する前の後半20分にベンチで反スポーツ的行為をしたとして警告を受けており、デビュー前にイエローカードを貰うという珍事が発生した。
2025年1月25日のプレミアリーグ第23節・ウルヴァーハンプトン・ワンダラーズFC戦では前半43分にマット・ドハーティに対するタックルがレッドカードと判定され、プレミアリーグウェイン・ルーニー、マイケル・オーウェンに次いでプレミアリーグ史上3番目の若さとなる18歳121日での退場処分となり、3試合の出場停止処分を受けた。しかし、マイケル・オリヴァーが下したこの判定は物議を醸し、3日後の1月28日にアーセナル側の不服申し立てを受けたFAが出場停止処分を取り消した。次節の2月2日のマンチェスター・シティFC戦では先発出場し、後半17分にプロ初得点を記録した。
2025年6月26日、アーセナルと長期の契約延長したことが公式発表された。

## 代表歴
両親は共にイングランド出身で、祖父母がバルバドス、ガイアナ、ジャマイカ、セントルシアの家系である。
2023年のUEFA U-17欧州選手権、FIFA U-17ワールドカップにイングランド代表で出場した。
2025年3月に始まった2026 FIFAワールドカップ・ヨーロッパ予選に召集され、グループK第1節・アルバニア戦で先発出場しA代表デビュー。すると前半20分に先制点をあげ、イングランド代表デビュー戦での最年少得点記録を18歳176日に更新した。

## プレースタイル
アーセナルのトップチームにおける主なポジションはレフトバックで、粘り強いドリブルでの持ち上がりや対人守備が特徴である。アーセナルのU-21アカデミーではセントラル・ミッドフィールダーや守備的ミッドフィルダーも務め、攻撃と守備の両方でハイパフォーマンスを発揮していた。

## 個人成績

### 代表
| イングランド代表 | 国際Aマッチ | 国際Aマッチ |
| 年               | 出場        | 得点        |
| ---------------- | ----------- | ----------- |
| 2025             | 1           | 1           |
| 通算             | 1           | 1           |

### 代表での得点
| # | 開催日        | 開催地                            | 対戦国     | スコア | 結果 | 大会                                             |
| - | ------------- | --------------------------------- | ---------- | ------ | ---- | ------------------------------------------------ |
| 1 | 2025年3月21日 | ロンドン ウェンブリー・スタジアム | アルバニア | 1–0    | 2–0  | 2026 FIFAワールドカップ・ヨーロッパ予選グループK |